# Pasadena, Texas
Pasadena là một thành phố trong quận Harris, bang Texas, Hoa Kỳ, trong vùng đô thị Houston–Sugar Land–Baytown. Theo điều tra dân số Hoa Kỳ 2010, thành phố có dân số 149.043 người. Đây là thành phố lớn thứ 162 Hoa Kỳ theo dân số, là thành phố lớn thứ 17 bang Texas theo dân số, lớn thứ nhì quận Harris. Thành phố có diện tích 42,8 dặm vuông Anh (111 km2), mật độ dân số 3482,3 người/dặm2.